# Cypripedium ventricosum
Cypripedium ventricosum är en orkidéart som beskrevs av Olof Swartz. Cypripedium ventricosum ingår i släktet guckuskor, och familjen orkidéer. Inga underarter finns listade i Catalogue of Life.